# Östersjöflottan

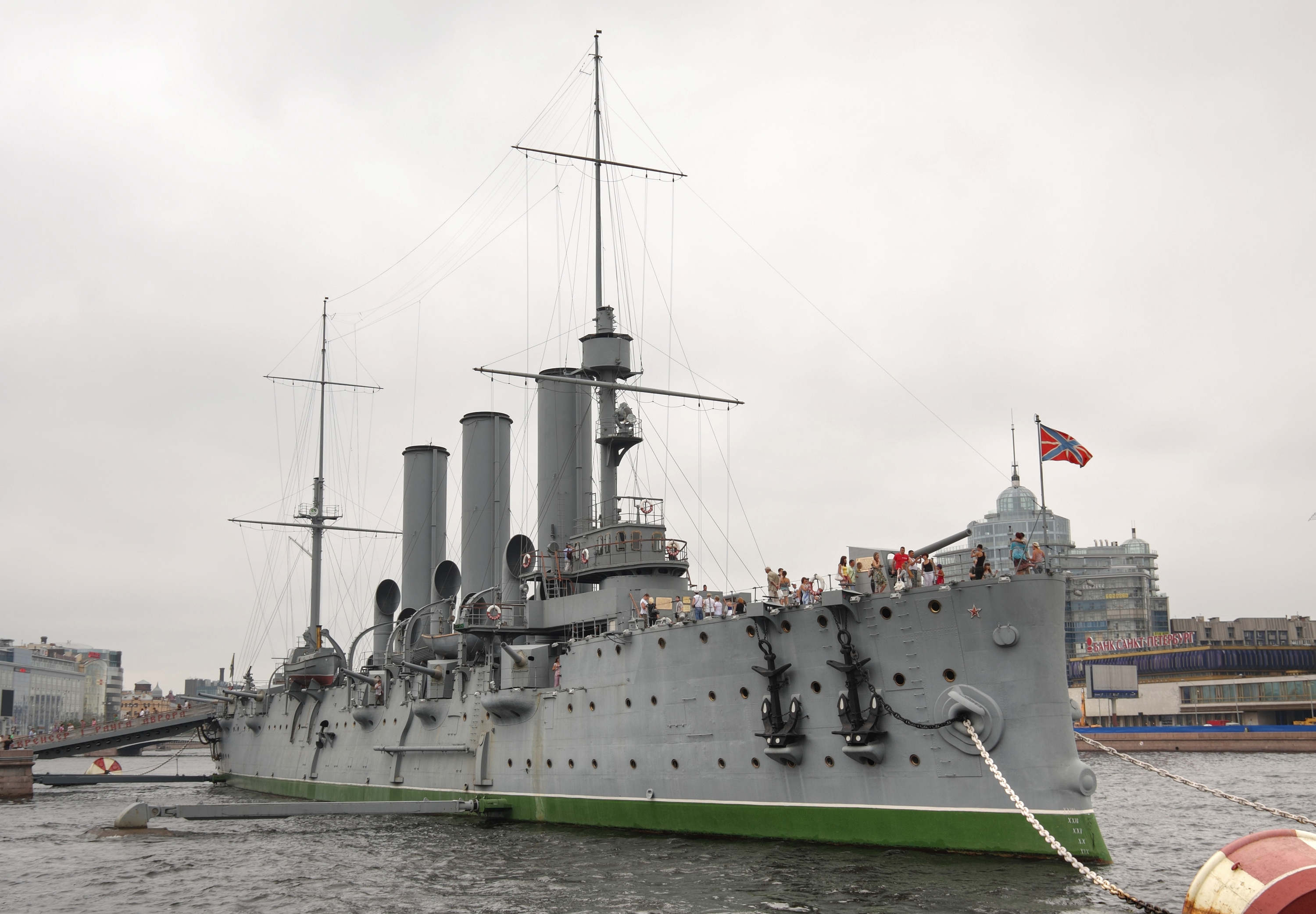
Kryssaren Aurora som startade oktoberrevolutionen 1917.

Östersjöflottan (ryska: Балтийский флот: Baltijskij flot) betecknar den del av Rysslands flotta som är baserad i Östersjön. 
Örlogsflottan har kontinuerligt existerat sedan grundandet av Peter den store år 1696 genom olika statsbildningar som Kejsardömet Ryssland och Sovjetunionen.

## Kejserliga ryska flottan
Östersjöflottan grundades av Peter den store år 1696. Östersjöflottan var länge den ryska huvudflottan och utkämpade under 1700-talet många slag med svenska flottan. Vid Kronstadt utanför Sankt Petersburg byggdes tidigt en marinbas, som ännu idag fungerar som flottbas. Flottan förvärvade även baser i Finland efter 1809. Under rysk–japanska kriget 1904–1905 skickades en stor del av Östersjöflottan runt halva jorden för att förstärka ryska stillahavsflottan. Trots denna förstärkning led ryssarna ett stort nederlag vid Tsushima.

## Ryska revolutionen
Matroser från Östersjöflottan var förkämpar i den ryska revolutionen 1917. De var också de första att göra uppror mot bolsjevikerna i Kronstadtupproret 1921, men upproret slogs ner under blodiga former. 

## Andra världskriget
Under andra världskriget spelade Östersjöflottan en underordnad roll, eftersom den snabbt blev instängd i Finska viken vid Leningrad. Många matroser fick övergå till att strida som infanterister (men var alltid noga med att behålla sin telnjasjka = randiga matroströja, som ett tecken på sin sjöanknytning). Under 1942 och 1943 gjorde man synnerligen tappra försök att få ut ubåtar genom den tysk-finska min- och ubåtsnätspärren tvärsöver Finska viken. Vid dessa försök gick många ubåtar under med man och allt. De ubåtar som ändå kom ut utkämpade ett pseudokrig med svenska flottan, som skyddade konvojer med gods till Tyskland  på svenskt vatten. Med halvannan veckas mellanrum i januari-februari 1945 torpederade samma ubåtskapten, Aleksandr Marinesko, de båda nazityska passagerarfärjorna Wilhelm Gustloff och General von Steuben med sammanlagt 12 000 människoliv som resultat.

## Kalla kriget
Östersjöflottan bildade efter kriget, tillsammans med de polska och östtyska folkmarinerna, den förenade Östersjöflottan. Dess betydelse minskade dock i och med det instängda läget i Östersjön. Nordflottan övertog rollen som huvudflotta.

## Idag
Efter Sovjetunionens fall har Östersjöflottan fått en än besvärligare situation då baserna i de baltiska länderna Estland, Lettland och Litauen försvunnit. Kronstadt och Baltijsk i Kaliningrad-området är nu de enda större flottbaser som finns kvar.
Man har dock fått tillskott av flera nya fartyg de senare åren, som till exempel tunga korvetter i Steregusjtjij-klassen och långdistansmissilbärare i form av korvetter ur Bujan-klassen.